# Другий Кобзар

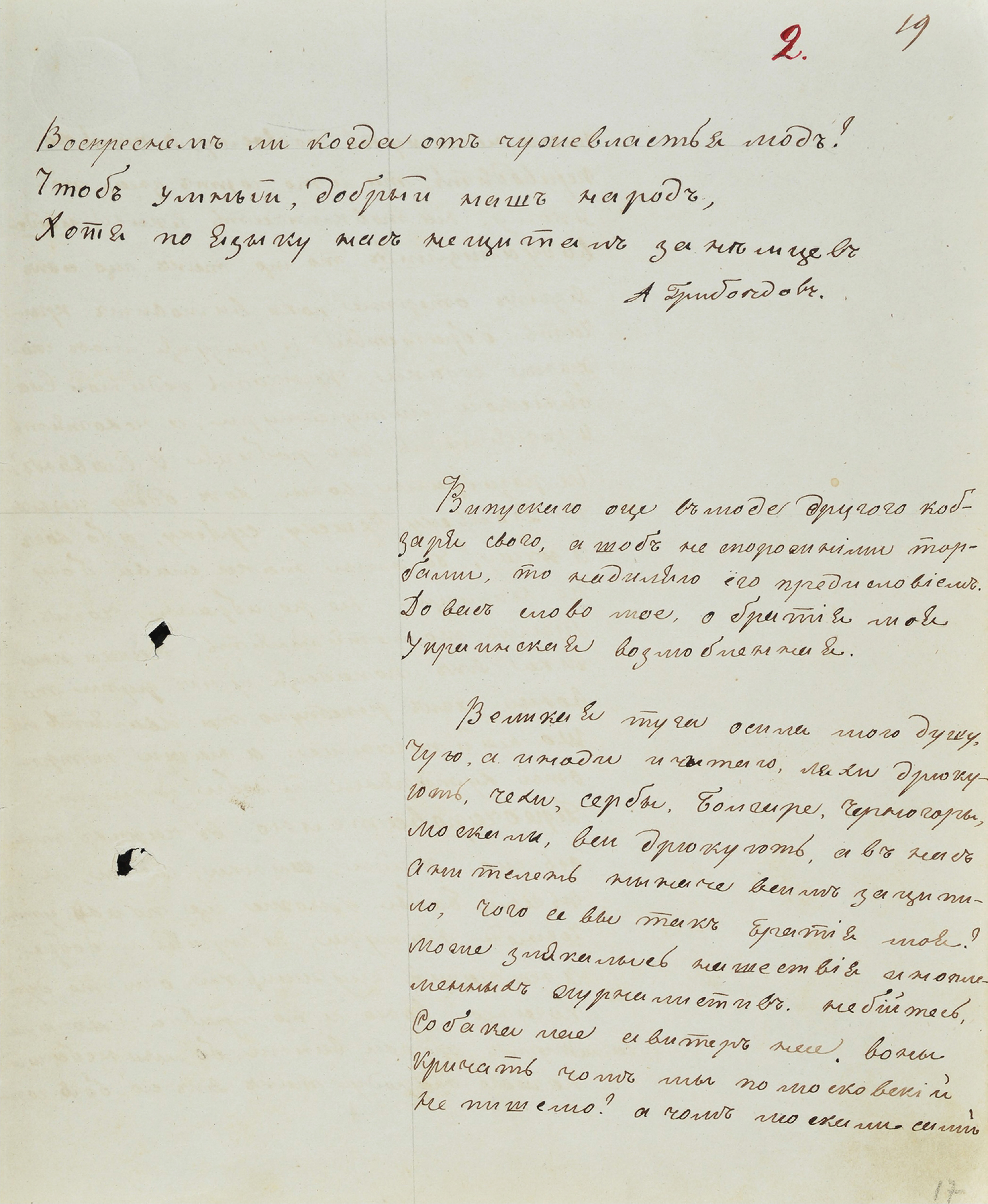
Тарас Шевченко. Випускаю оце в люде… Другий Кобзар. Передмова. Седнів. 1847. 8 березня

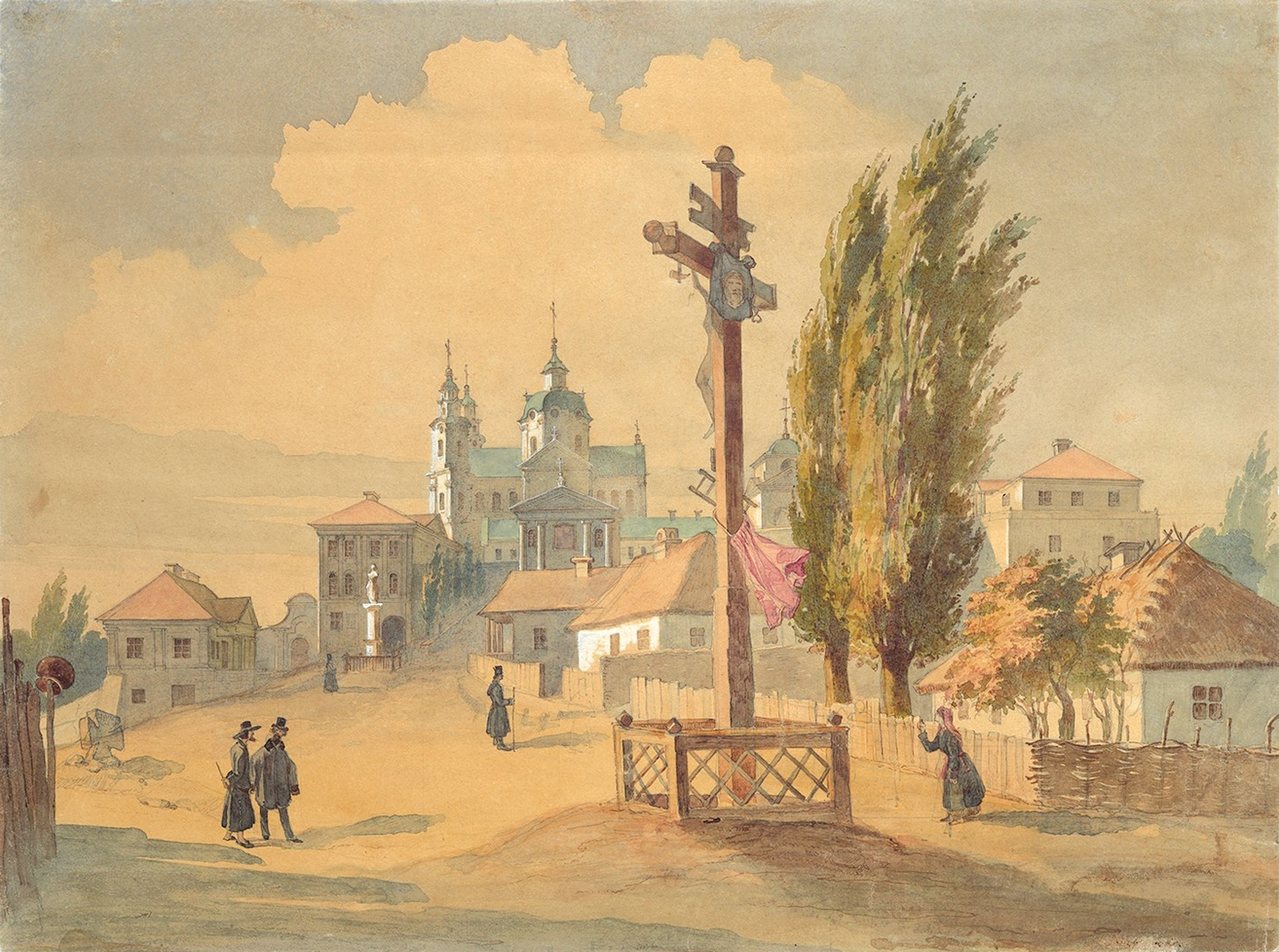
Тарас Шевченко. Почаївська лавра зі сходу. 1846

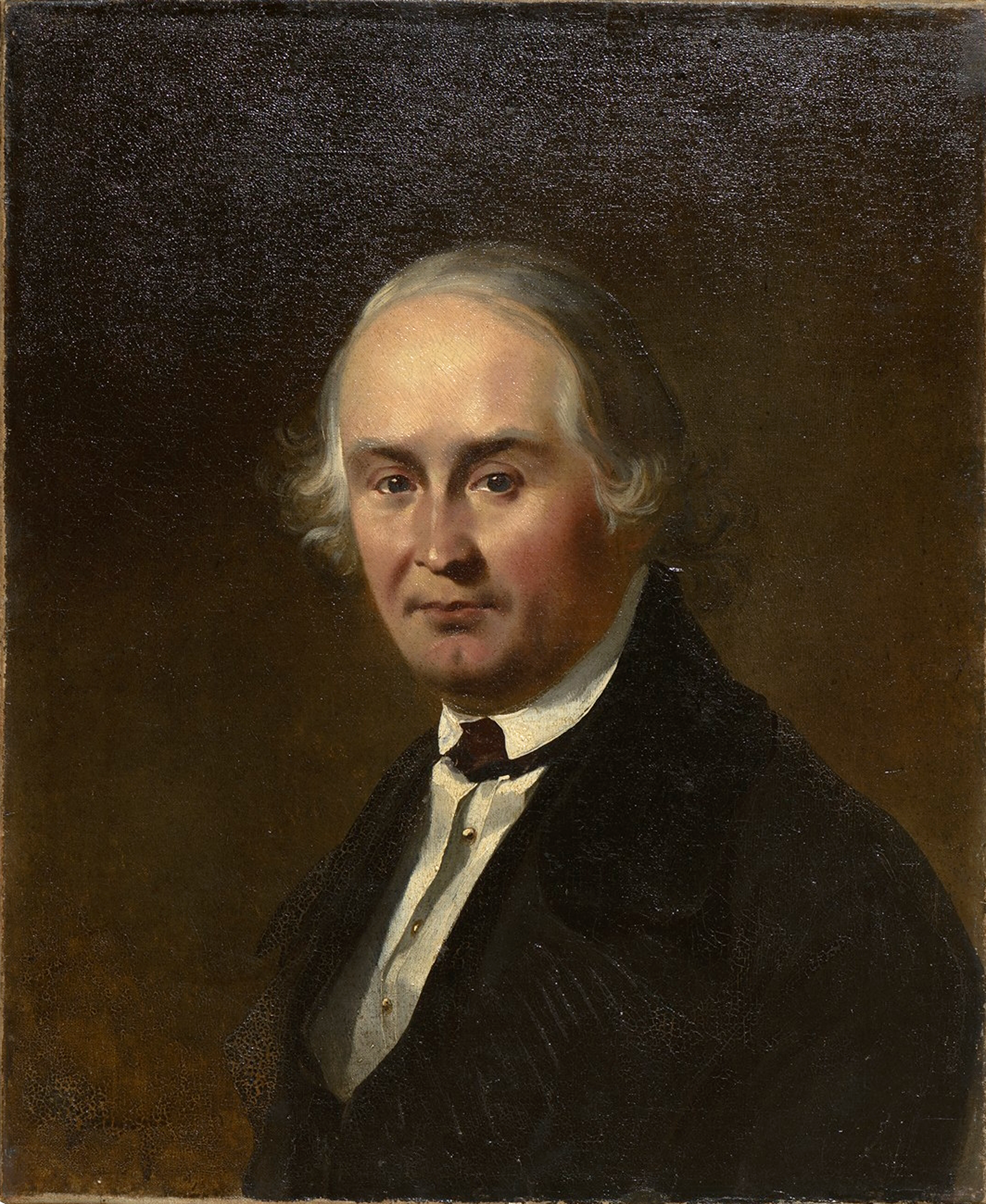
Тарас Шевченко. Портрет Іллі Лизогуба. Седнів. 1846–1847

Другий Кобзар — попередня назва збірки поезій Тараса Шевченка, створеної у Седневі 8 березня 1847 р. Інша назва: підготовчий рукопис нового (проектованого) Кобзаря. Літературознавці запозичили термін Другий Кобзар з Шевченкової передмови: 
Тарас Шевченко. Передмова
На відміну від видавців, Шевченко не виокремлював поеми Другого Кобзаря, але навпаки, об’єднав їх з іншими творами 1847 року, написаними у казематі ІІІ відділення та на засланні в Орській фортеці.

## Передісторія
10 грудня 1845 р. вільного художника Т. Шевченка зараховано співробітником Тимчасової комісії для розгляду давніх актів (Київська археографічна комісія),:# 158  яка в цей час розгорнула широку археологічну діяльність під начальством Подільського і Волинського генерал-губернатора Д. Бібікова.
Створивши 25 грудня в Переяславі безсмертний  вірш «Як умру, то поховайте...», Тарас Шевченко переписав його з невідомого автографа до рукописної книги «Три літа» в першій половині 1846 р. Дві балади, написані влітку 1846 року («Лілея», «Русалка»), до закінченої книги не потрапили.
1846 рік минув у археографічних відрядженнях, зокрема на Чернігівщину, до різних місць Київської, Подільської та Волинської губерній. У липні 1846 р. на розкопках кургану Перепет (могили Переп’ят) Тарас Григорович збирав народні перекази і пісні. Для фольклорних записів і малярських начерків він зробив собі невеликий чорновий альбом обсягом 56 аркушів (112 сторінок). Зокрема 22 червня до альбому записано пісню У Києві на ринку п’ють козаки горілку…, а 7 липня — Ой пише, пише наш імператор… (про «персидський бунт» у липні 1797 р. кубанських козаків), зроблено кілька начерків на розкопках кургану.  Восени фольклорний альбом поповнився піснями Пливе щука з Кременчука…, Ой Кармелюче, по світу ходиш… (обидві — 3 жовтня, Кам’янець), Ой у саду, саду… (20 жовтня, Почаїв). У жовтні Шевченко намалював Почаївську лавру 
ззовні,  
всередині  
та краєвид з Почаївської тераси. :#172
Влітку 1846 р. Тарас Шевченко познайомився з Миколою Костомаровим. :76–77 Через 15 років Костомаров згадає той час: 
Микола Костомаров. Спогад про двох малярів
Тоді ж поет написав у Києві балади «Лілея» і «Русалка» (чорнові автографи від 25 липня і 9 серпня). 
27 листопада він подає прохання до куратора Київського навчального округу генерал-майору Траскіну про призначення його вчителем малювання Київського університету. :#184
Різдвяні свята (25, 26 грудня) Тарас Шевченко зустрічав у товаристві Кирило-Мефодіївців: Миколи Гулака, Миколи Костомарова, Пантелеймона Куліша, Опанаса Марковича та інших. Палкі дискусії братчиків про федерацію слов’ян, про Французьку революцію, про необхідність видавати народний часопис, Шевченкові декламації поезій «Трьох літ» підслухав за стіною помешкання сусід-студент, який згодом, 3 березня 1847 р., написав донос кураторові Київського навчального округу Траскіну. :# 198 
1 січня Куліш виїхав з Києва, запросивши Тараса на своє весілля з Олександрою Білозерською, яке мало відбутися на хуторі в Мотронівці 24 січня. На весіллі Шевченко був старшим боярином. Через десять років (11 липня 1857 р.), у Новопетровському укріпленні, він запише до свого «Щоденника»:
… По вечері я довго прохожувався навколо городу і, звільняючись потроху від впливу амбіції, привів нарешті свій гордий дух до нормального стану та тихо заспівав гайдамацьку пісню:

Ой, поїжжає по Україні та козаченько Швачка...

Від цієї улюбленої моєї пісні я непомітно перейшов до другої, не менш улюбленої:

Ой, ізійди, зійди ти, зіронько та вечірняя...

Ця меланхолійна пісня нагадала мені той вечір, коли я й молода дружина Кулішева співали на два голоси цю чарівну пісню. Це було другого дня після їх весілля, в фатальному 1847 році. Чи побачу я цю прекрасну бльондинку? Чи заспіваю з нею цю сердечну пісню?

## Поезія 1847 р.
7 березня 1847 р., у Седневі, Шевченко написав нову поему «Осика» — 16 арк. подвійного зошита обсягом 24 арк. (2 × 12). Наступного дня на позосталих восьми аркушах поет пише передмову (3 арк.) та переписує з чорнових автографів балади «Русалка» (2 арк.) й «Лілея»  (3 арк.), проставивши дати з чорнових автографів. Утворилася рукописна збірка трьох поетичних творів — «Другий Кобзар», яка датується 8 березням 1847 р.
| Назва         | аркуш | дата       | місцевість | примітка                                            | № |
| ------------- | ----- | ---------- | ---------- | --------------------------------------------------- | - |
| Осика [1]     | 1     | 1847.03.07 | Седнів     |                                                     | 1 |
| Передмова [2] | 19    | 1847.03.08 | Седнів     |                                                     | 2 |
| Русалка [17]  | 22    | 1846.08.09 | Київ       | Зберігся чорновий автограф від 9 серпня 1846 р.[18] | 3 |
| Лілея [19]    | 24    | 1846.07.25 | Київ       | Зберігся чорновий автограф від 25 липня 1846 р.[20] | 4 |

«Передмова» до другого Кобзаря — радше літературний маніфест (посланіє), ніж слово до читачів. Поет звертається до братії (Костомаров, Куліш, Білозерський), до видавців й письменників із закликом до чесного труду на занедбаній ниві української літератури. У цьому посланні Шевченко відкинув імперські теорії про єдиний «общеруський народ» і єдину «общеруську» мову: «А на москалів не вважайте… У їх народ і слово, і у нас народ і слово…»
Відсвяткувавши Великдень (23 березня) у Лизогубів, поет вирушає до Києва — на весілля Миколи Костомарова, де мав бути старшим боярином. Наглий арешт Шевченка 5 квітня на переправі через Дніпро обірвав всі літературно-видавничі плани. Донос студента Петрова від 3 березня, потрапивши до ІІІ відділення (17 березня шеф жандармів Орлов отримав повідомлення про таємне Слов’янське товариство від генерал-губернатора Бібікова), запустив поліцейсько-репресивну машину Російської імперії на повну потужність. 18 березня заарештували Миколу Гулака (Петербург); 28 березня — Миколу Костомарова й Олександра Посяду (Київ); 3 квітня — Олесандра Навроцького (Золотоноша), Опанаса Марковича (Кулажинці), Пантелеймона Куліша (Варшава); 10 квітня — Василя Білозерського (Варшава). Арештованих доставили в каземати ІІІ відділення разом з конфіскованими паперами.

#### В казематі

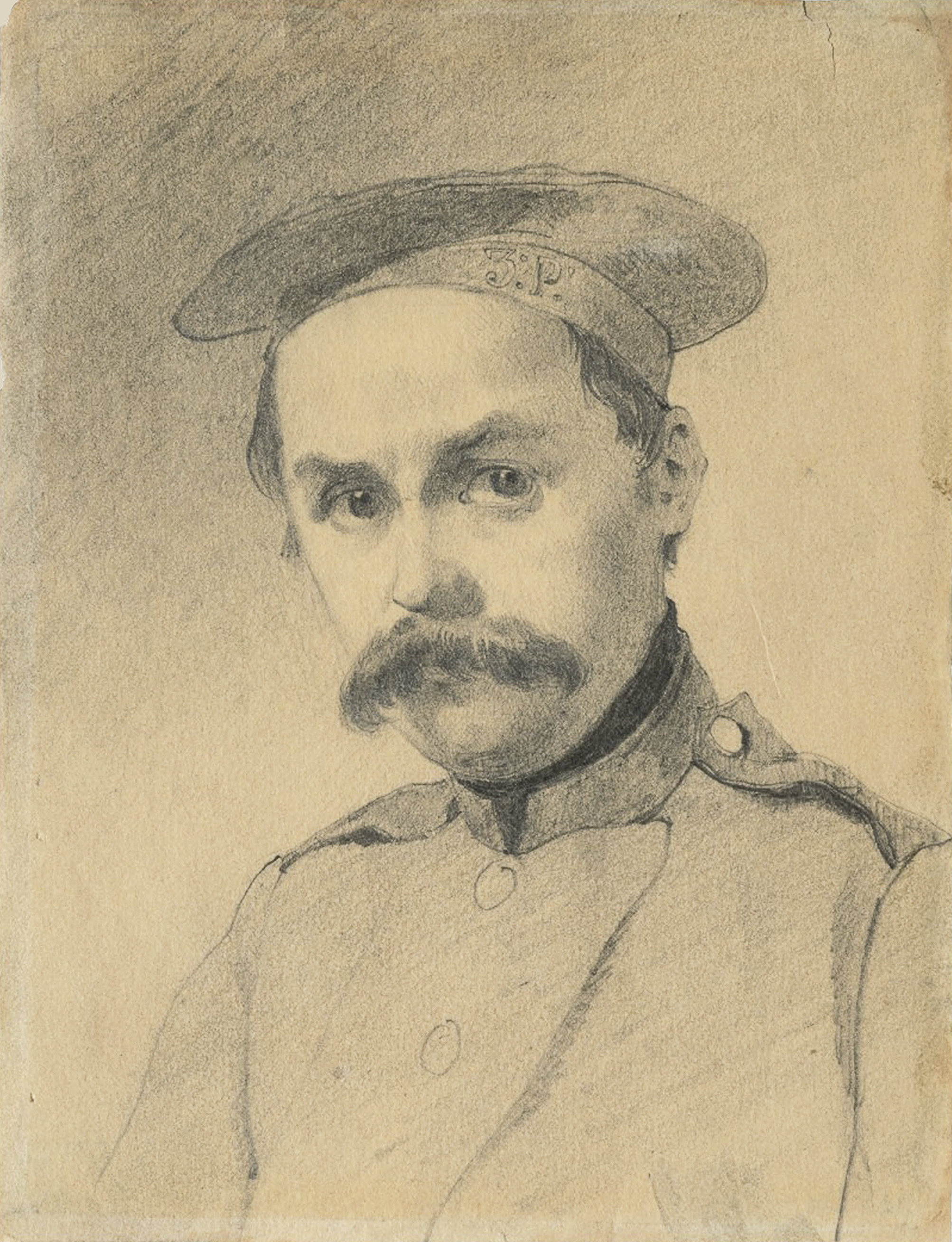
Тарас Шевченко. Автопортрет. Орськ. 1847.

Опис паперів, відібраних у Т. Шевченка при арешті в Києві::# 216  1.  Стос віршів, листів, різних паперів. 2. Рукописна книга віршів під назвою «Три літа». 3. Малий альбом з віршами і малюнками. 17–21 квітня канцелярія ІІІ відділу складає більш докладний опис::# 226  1. Рукописна книга віршів самого Шевченка… 2. Зошит віршів Шевченка, невизначний за змістом…   
3. Два аркушики, його ж твори у тому ж дусі… 
28 травня Микола I затвердив доповідь III відділу і пропозиції про покарання учасників Украйно-Слов’янського товариства, дописавши до вироку Шевченка: «Під найсуворіший нагляд і з забороною писати й малювати.»:# 244  30 травня після оголошення вироку (конфірмації) Тараса Шевченка негійно відправляють в супроводі фельд’єгеря Віддера служити рядовим в Окремому Оренбурзькому корпусі.:# 252  До Оренбурга було відправлено також секретний пакет з особистими речами та грошима, що належали Шевченкові.:# 247  У пакеті поміж інших паперів були два аркушики — чорнові автографи «Лілеї» та «Русалки»  й саморобний альбом з фольклорними записами, зробленими в  Україні 1846 року. Рукописні книга йзошит — «Три літа» і «Другий Кобзар» були поховані в архіві ІІІ відділу до 1907 року.
В ув’язненні Шевченко створив вінок поезій «В казематі». Зберігся чистовий автограф циклу (без назви) на окремому аркуші. Шевченкова дата: 30 травня 1847. У пізнішій за часом створення Оренбурзькій книжечці поезій уточнено: 30 травня 1847. В казематі.:50 

#### То так і я тепер пишу…
9 червня Шевченка доставлено в Оренбург, 10 червня — зараховано до 5-го батальйону Оренбурзького окремого корпусу, який знаходився в м. Орську. 14 червня  його відправили з Оренбурга до Орська у команді поручика Почешева. 22 червня Шевченко прибув до Орська, а 23 червня його офіційно зараховано рядовим до 3-ї роти.:# 249–272 
Муза не покинула Шевченка ні в казематі III відділення, ні на засланні. Збереглись окремі автографи двох творів, написаних в Орську: Зоре моя вечірняя… [«Княжна»],  Не гріє сонце на чужині…
Після повернення з Аральської описової експедиції (1 листопада 1849), в Оренбурзі, Шевченко переписав з первісних, чорнових і окремих чистових автографів всі твори 1847 року, до першої книжечки поезій, створеної на засланні. Вона не має назви, і складається з десяти 16-сторінкових зошитів.:115 На титульній сторінці позначено рік: 1847.:1  Поему «Осика» Шевченко переписав без назви. При переписуванні він зробив чимало виправлень, вилучив епіграф і звернений до слухачок монолог автора (двадцять чотири рядки). Нову назву — «Відьма» — поет дописав пізніше.
Книжечка 1847  об’єднала три поезії «Другого Кобзаря», цикл «В казематі» та 16 нових творів, написаних у другому півріччі 1847 р. (серед них 4 поеми: «Княжна», «Іржавець», «Чернець», «Москалева криниця»). 

#### Думи мої… Ви мої єдині…
Між паперами, які ІІІ відділення повернуло поетові на засланні, був альбом начерків з фольклорними записами і малюнками, зробленими в Україні 1846 р. 1848 року Тарас Шевченко, живописець 
Аральської описової експедиції, взяв цей альбом з собою. На його чистих аркушах з’явилися начерки, виконані переважно під час тривалої подорожі від Орська до Раїму і на острові Косарал. Серед тих «аральських» начерків є також чорнові автографи дев’яти поезій, зокрема Думи мої… Ви мої єдині… (арк. 37, 47). 
Після повернення з Аральської описової експедиції (1 листопада 1849), в Оренбурзі, Шевченко записав чистовий варіант поезії Думи мої… Ви мої єдині… на першій сторінці Книжечки 1847.:1 

#### 1858. Нижній Новгород – Москва
У листі з Нижнього Новгорода до П. Куліша від 5 грудня 1857 р. Шевченко пише: «У мене багато дечого зібралось через десять літ, та не знаю, що мені робить з моїм добром, — як його пустить в люде.» :# 115  
У відповідь Куліш пропонує план дій: «Ось, може, перепечатаемо твої перші стихи, то за те буде й слава й гроші. Я поспитаюсь у Крузе [цензор Московського цензурного комітету (1855–1859)], нашого щирого поспішника, чи не пропустив би він другим изданием «Кобзаря» і «Гайдамак»? А до того ще можна дещо прибавить.» (Лист від 20 січня 1858 р.) :# 115 
Шевченко Кулішеві 26 січня: «Для друку єсть у мене наготовлено на добрих дві книги: тільки перепиши та і в друкарню; але я і з цим добром не спішу…» :# 126 
Через тиждень Куліш повторює: «У мене єсть переписані «Кобзар» і «Гайдамаки». Коли б хто провів їх через главне правлєніє цензурне, тоді б уже цензор добавку яку хочеш без правлєнія прочитав би, да й видать би гарненько книжку: «Думи, пісні і поеми Шевченка».» (Лист від 1 лютого 1858 р.) :# 117 
9 лютого 1858 р. у Нижньому Новгороді Шевченко написав поетичний триптих: «Доля», «Муза», «Слава», відтак 21 лютого почав підготовку до друку свої поезії, створеної на засланні. 
Для цього поет виготовив саморобну книжку з синього поштового паперу, на титульній сторінці якої старанно вивів: «Поезія Тараса Шевченка 1847», а на першій сторінці записав елегію-заспів Думи мої… Ви мої єдині…. 24 лютого скінчив працю над поемою «Княжна».:1–17
4–6 березня: «…заходився переписувати до друку «Відьму». … Я занадто пильно взявся за свою «Відьму», — так пильно, що сьогодні скінчив; а праці було чимало. І, здається, добре скінчив. Переписав і злегка виправив «Лілею» та «Русалку». :19–41 Замислений у Седневі «Другий кобзар» (без передмови, яка вже втратила актуальність) став невід’ємною (другою після поеми «Княжна») частною книги Тараса Шевченка «Поезія 1847 р.»
Рано-вранці 8 березня Шевченко встиг переписати поему «Хустина»,:42–44 а після полудня, о третій, вирушив до Москви. 14–16 березня, у Москві, поет переписав ще шість поезій 1847 р., 18 березня — цикл «В Казематі».:45–81 Готовий до видання рукопис книги «Поезія 1847 р.» у Шевченковій редакції налічує 26 поетичних творів:
| Назва                           | сторінка | дата       | зошит | примітка          | №  |
| ------------------------------- | -------- | ---------- | ----- | ----------------- | -- |
| Поезія Тараса Шевченка 1847 г.  | -        |            |       | Титульна сторінка | 1  |
| Думи мої... Ви мої єдині...     | 1        |            |       | Заспів            | 1  |
| Княжна                          | 3        | 1858.02.24 |       | Шмуцтитул         | 2  |
| Відьма                          | 19       | 1858.03.06 | 2     | Другий Кобзар     | 3  |
| Лілея                           | 37       | 1858.03.06 | 2     |                   | 4  |
| Русалка                         | 40       | 1858.03.06 | 2     |                   | 5  |
| Хустина                         | 42       | 1858.03.08 | 2     | Нижній Новнород   | 6  |
| Іржавець                        | 45       | 1858.03.14 | 3     | Москва            | 7  |
| Ще як були ми козаками…         | 48       | 1858.03.14 | 3     | Полякам           | 8  |
| Чернець                         | 49       |            | 3     |                   | 9  |
| Один у другого питаєм...        | 53       |            | 3     |                   | 10 |
| Самому чудно. А де ж дітись?..  | 54       |            | 3     |                   | 11 |
| Ой стрічечка до стрічечки...    | 55       |            | 3     |                   | 12 |
| А. О. Козачковському            | 56       | 1858.03.16 | 3     |                   | 13 |
| В Казематі                      | 61       | 1858.03.18 | 3     | Шмуцтитул         | 14 |
| Згадайте, братія моя... N.N.    | 63       |            | 3     |                   | 14 |
| Ой одна я, одна...              | 65       |            | 3     |                   | 15 |
| За байраком байрак… II          | 66       |            | 3     |                   | 16 |
| Мені однаково, чи буду… III     | 68       |            | 3     |                   | 17 |
| Не кидай матері, казали... IV   | 69       |            | 4     |                   | 18 |
| Чого ти ходиш на могилу?.. V    | 71       |            | 4     |                   | 19 |
| Ой три шляхи широкії... VI      | 73       |            | 4     |                   | 20 |
| Н. Костомарову                  | 75       |            | 4     | Веселе сонечко…   | 21 |
| Садок вишневий коло хати… VIII  | 76       |            | 4     |                   | 22 |
| Рано-вранці новобранці... IX    | 77       |            | 4     |                   | 23 |
| В неволі тяжко, хоча й волі… X  | 79       |            | 4     |                   | 24 |
| Косар XI                        | 80       |            | 4     |                   | 25 |
| Чи ми ще зійдемося знову?.. XII | 81       |            | 4     | Москва            | 26 |
|                                 | 82       |            | 4     | чиста сторінка    |    |
| - До «Більшої книжки» Шевченко не переписав 1 поезію з циклу «В казематі»: Не спалося, а ніч, як море…, а також 7 поезій, написаних в Орську: Сонце заходить, гори чорніють… Мені тринадцятий минало… Не гріє сонце на чужині… «Сон» (Гори мої високії…) О думи мої! О славо злая!.. То так і я тепер пишу… — Поезії 1847–1850 рр., не переписані до «Більшої книжки» - Поему «Москалева криниця» після значної переробки, розпочатої в Новопетровському укріпленні (лист до Якова Кухаренка від 16 травня 1857 р.),[32]:# 101 поет переніс до збірки поезій за 1857 рік.[37] |

Історя «Другого Кобзаря» є історією Шевченкового заслання. До Оренбурзького арешту 23 квітня (на Великдень) поет встиг створити ще дві поетичні книжечки: «1848», «1849» і розпочати четверту — «1850». 22 червня 1857 р. Шевченко у «Щоденнику» дасть нищівну оцінку своїм гонителям:

## Опис рукопису
Текст біловий, писаний чорнилом на складених удвоє піваркушах паперу, зшитих у 2 зошити: 1-й арк. 1–12; 2-й арк. 13–24. Пагінація поаркушна (1—26), з помилково пропущеними 3–4 порядковими номерами. 24 арк. Текст 44 стор. 213 × 260.
Всі аркуші наскрізь пробиті в двох місцях, мабуть, були прошиті (у III відділі). Арк. 1: вгорі, в лівому кутку, наклейка: «Ч. Д. М. Відд. істор. № 176 К. П. Ж.», посередині аркуша, над текстом, напис невідомою рукою чорним олівцем: «№ 3». Вгорі справа невідомою рукою чорним чорнилом напис: «Дар 4/Х. 1907». Арк. 13 [15]: вгорі, в лівому кутку, наклейка: Ч. Д. М. Відд. істор. № 176 К. П. Ж.». Арк. 17 [19]: вгорі справа над текстом червоним чорнилом невідомою рукою цифра «2».:91 

## Видання
Окремою книгою «Другий кобзар» (підготовчий рукопис) не видавався. 
Окремим розділом з передмовою включно видано у таких авторитетних виданнях: 
- Тарас Шевченко. Кобзар. Том другий. Редакція д-ра Леоніда Білецького. Вінніпеґ. 1952 [40]
- Т. Шевченко. Том ІІ. Поезії 1843-1847 рр. За редакцією Павла Зайцева. Чікаґо. 1961 [41]

Ілюстрованим варіантом згаданого Чиказького видання Шевченкових поезій 1843-1847 рр. є виданя 2020 року, у якому підготовчий рукопис «другого кобзаря» відтворено разом із фрагментами акварелей Шевченка з альбому 1845 року, малюнками його друзів Михайла Башилова й Якова де Бальмена з рукописного «Кобзаря» 1844 року та автографами поезій і транслітерованими відповідниками автографів на додачу до тексту за чинним правописом.